# فرانسيزيك موركو
فرانسيزيك موركو (بالبولندية: Franciszek Żmurko) وهو رسام واقعي بولندي ولد في يوم 18 يوليو 1859 في مدينة لفيف في أوكرانيا تلقى تعليمه في كراكوف في أكاديمية الفنون الجميلة، وتلقى تعليمه على يد يان ماتيكو وثم إنتقل إلى فيينا وقبل هناك في أكاديمية فيينا، فيما بعد تعلم على يد ألكسندر فون فاغنر في ميونخ وفي سنة 1880 ذهب إلى كراكوف وفي 1882 إلى وارسو إلى أن توفي سنة 1910 هناك.